# Transformation de Möbius
Ne doit pas être confondu avec transformée de Möbius.
En mathématiques, et plus particulièrement en géométrie, les transformations de Möbius sont de manière générale des automorphismes du compactifié d'Alexandrov de {\displaystyle \mathbb {R} ^{n}} noté {\displaystyle {\widehat {\mathbb {R} ^{n}}}}, définies comme la composée d'un nombre fini d'inversions par rapport à des hyperplans ou des hypersphères. 
En particulier, si on identifie {\displaystyle {\widehat {\mathbb {R} ^{2}}}} à la sphère de Riemann {\displaystyle {\widehat {\mathbb {C} }}}, alors on peut prouver que les transformations de Möbius conservant l'orientation sont de la forme :
avec a, b, c et d quatre complexes tels que ad – bc ≠ 0,
la formule ci-dessus étant à prendre au sens suivant si z = ∞ ou si cz + d = 0 :

## Définition générale
Soit n un entier naturel, on munit ℝn de sa structure euclidienne canonique et on définit alors les inversions de {\displaystyle {\widehat {\mathbb {R} ^{n}}}} par rapport à un hyperplan ou à une hypersphère (qu'on appellera parfois plan et sphère par abus de langage) :
- pour un hyperplan {\displaystyle P(a,t)=\{x\in \mathbb {R} ^{n}\mid x\cdot a=t\}\quad (a\in \mathbb {R} ^{n},t\in \mathbb {R} )}, l'inversion par rapport à P(a, t), notée σP(a, t), est la réflexion par rapport à l'hyperplan P(a, t) et a donc pour expression :{\displaystyle \sigma _{P(a,t)}(x)={\begin{cases}x-2{\frac {(x\cdot a)-t}{\|a\|^{2}}}a&{\text{si }}x\neq \infty ,\\\infty &{\text{si }}x=\infty \end{cases}}}
- pour une sphère {\displaystyle S(a,r)=\{x\in \mathbb {R} ^{n}\mid \|x-a\|=r\}\quad (a\in \mathbb {R} ^{n},r\in \mathbb {R} ^{+}),}, l'inversion par rapport à S(a, r), notée σS(a, r), s'exprime par :{\displaystyle \sigma _{S(a,r)}(x)={\begin{cases}a+{\frac {r^{2}}{\|x-a\|^{2}}}(x-a)&{\text{si }}x\notin \{\infty ,a\},\\a&{\text{si }}x=\infty ,\\\infty &{\text{si }}x=a.\end{cases}}}

On remarque que les inversions sont involutives : si σ est une inversion, σ2 = Id.
De plus, ces inversions sont des homéomorphismes. 
Définition — L'ensemble des transformations de Möbius, est le sous-groupe des homéomorphismes de {\displaystyle {\widehat {\mathbb {R} ^{n}}}} engendré par les inversions, c'est-à-dire l'ensemble des composées d'un nombre fini d'inversions. On le note souvent {\displaystyle {\mathcal {G}}M({\widehat {\mathbb {R} ^{n}}})}.

Le groupe de Möbius {\displaystyle {\mathcal {M}}({\widehat {\mathbb {R} ^{n}}})} est l'ensemble des transformations de Möbius qui préservent l'orientation. C'est un sous-groupe de {\displaystyle {\mathcal {G}}M({\widehat {\mathbb {R} ^{n}}})}.

## Exemples de transformations de Möbius
Les principaux exemples de transformations de Möbius sont :
- les isométries de ℝn (par composition de n réflexions au plus), parmi lesquelles les translations (par composition de deux réflexions),
- les homothéties de rapport positif (par composition de deux inversions par rapport à des sphères de même centre).

Une transformation de Möbius particulière est très utile en géométrie hyperbolique : l'inversion dans ℝn+1 par rapport à la sphère S(en+1, √2) qui, restreinte à ℝn, correspond à la projection stéréographique de ℝn sur Sn = S(0, 1) dans ℝn+1. C'est en fait le difféomorphisme naturel entre le demi-espace ℋn+1 = { x | xn+1 > 0 } et la boule Bn+1 = { x | ‖x‖ < 1 } : il fait le pont entre deux points de vue pour la géométrie hyperbolique.
La transformation bilinéaire, qui associe la droite imaginaire à la sphère unité et qui est utilisée en traitement du signal pour faire le lien entre transformée en Z et transformée de Laplace, est un autre cas particulier de transformation de Möbius.

## Propriétés générales
Dorénavant, on appelle sphère soit une sphère soit un plan (Beardon 1995). En remarquant que les inversions transforment les sphères en sphères, on obtient :
Propriété — Les transformations de Möbius transforment les sphères en sphères
ce qui constitue une de leurs caractéristiques fondamentales.
Le théorème suivant est tout aussi important :
Théorème — Soit Σ une sphère et ϕ une transformation de Möbius qui fixe chaque point de Σ. Alors ϕ est soit l'identité, soit l'inversion par rapport à Σ.
Il permet notamment de montrer l'unicité de l'extension de Poincaré d'une transformation {\displaystyle \phi \in {\mathcal {GM}}({\widehat {\mathbb {R} ^{n}}})} : c'est l'unique élément {\displaystyle {\tilde {\phi }}\in {\mathcal {GM}}({\widehat {\mathbb {R} ^{n+1}}})} qui conserve ℋn+1 et dont la restriction à ℝn est {\displaystyle \phi }, en considérant ℝn comme l'hyperplan de ℝn+1 constitué des points dont la (n + 1)-ième coordonnée est nulle. Pour démontrer l'existence d'une telle extension, il suffit de la définir pour les inversions, l'extension d'une composée d'inversions étant alors la composée des extensions de ces inversions. Si {\displaystyle a\in \mathbb {R} ^{n}}, on note {\displaystyle {\tilde {a}}} l'élément de ℝn+1 dont les n premières coordonnées sont celles de a, la (n + 1)-ième étant nulle. L'inversion par rapport à {\displaystyle P(a,t)} sera alors naturellement étendue en l'inversion par rapport à {\displaystyle P({\tilde {a}},t)}, et de même {\displaystyle {\tilde {\sigma }}_{S(a,r)}=\sigma _{S({\tilde {a}},r)}}. On a la propriété remarquable suivante :
Propriété — L'extension de Poincaré de {\displaystyle \phi \in {\mathcal {GM}}({\widehat {\mathbb {R} ^{n}}})} est une isométrie de ℋn+1 muni de la métrique hyperbolique {\displaystyle {\frac {\mathrm {d} x}{x_{n+1}}}}.

## Les transformations de Möbius du plan complexe

### Forme générale
Les transformations de Möbius conservant l'orientation sont de la forme
Réciproquement, une telle fonction est bien une transformation de Möbius par composition des fonctions suivantes (g = f3 ∘ f2 ∘ f1) :
- {\displaystyle f_{1}(z)=z+d/c} (translation) ;
- {\displaystyle f_{2}(z)=1/z} (inversion par rapport à la sphère unité puis réflexion par rapport à la droite réelle) ;
- {\displaystyle f_{3}(z)={\frac {bc-ad}{c^{2}}}z+{\frac {a}{c}}} (similitude directe).

### Cas particuliers
- Les transformations de Möbius conservant l'orientation, de la forme {\displaystyle z\to {az+b \over cz+d}} avec a, b, c, d réels et ad - bc > 0 sont celles qui laissent le demi-plan de Poincaré globalement invariant.
- Les transformations de Möbius conservant l'orientation, de la forme {\displaystyle z\to e^{i\phi }{z-a \over {\overline {a}}z-1}} avec {\displaystyle |a|\neq 1} sont celles qui laissent le cercle unité globalement invariant[1] (y compris celles avec a infini pour prendre en compte les transformations du type {\displaystyle z\to {e^{i\theta } \over z}}).

### Détermination d'une transformation de Möbius du plan
Si z1, z2 et z3 sont trois points distincts ainsi que w1, w2 et w3, alors il existe une unique transformation de Möbius
{\displaystyle g\in {\mathcal {M}}({\widehat {\mathbb {C} }}){\text{ telle que }}g(z_{1})=w_{1},g(z_{2})=w_{2}{\text{ et }}g(z_{3})=w_{3}.}
Autrement dit :
Propriété — L'action de {\displaystyle {\mathcal {M}}({\widehat {\mathbb {C} }})} sur {\displaystyle {\widehat {\mathbb {C} }}} est strictement 3-transitive.
En effet, en résolvant
on trouve comme unique solution {\displaystyle A\in {\mathcal {M}}({\widehat {\mathbb {C} }})} :
et de même on peut construire B telle que
{\displaystyle B(w_{1})=0,B(w_{2})=1{\text{ et }}B(w_{3})=\infty .}
Alors, g répond à la question si et seulement si Bg coïncide avec A en z1, z2 et z3 donc si et seulement si g = B−1A.

### Représentation par des matrices
En associant à toute matrice {\displaystyle A={\begin{pmatrix}a&b\\c&d\end{pmatrix}}} telle que {\displaystyle ad-bc\neq 0} la transformation de Möbius {\displaystyle g_{A}} définie par {\displaystyle g_{A}(z)={\frac {az+b}{cz+d}}}, on obtient un morphisme de groupes de GL2(ℂ) dans {\displaystyle {\mathcal {M}}({\widehat {\mathbb {C} }})}. En effet, un calcul algébrique trivial montre que {\displaystyle g_{AB}=g_{A}\circ g_{B}}.
De plus, ce morphisme est surjectif et son noyau est réduit aux homothéties. On a ainsi :

### Extension de Poincaré
Par les propriétés générales, on peut en déduire que les transformations de Möbius admettent une extension de Poincaré. On peut l'expliciter dans le cas d'une transformation du plan complexe en considérant ℝ3 comme le ℝ-sous-espace vectoriel de base (1, i, j) du corps des quaternions. Si on a {\displaystyle g(z)={\frac {az+b}{cz+d}}} alors son extension de Poincaré a pour expression :

### Classification
Par stricte 3-transitivité de l'action, une transformation de Möbius du plan différente de l'identité ne peut admettre que 1 ou 2 points fixes, ce qui  pourrait être un critère de classification. Cependant, un critère plus précis est le nombre de points fixes de son extension de Poincaré (1, 2 ou une infinité) : si on définit les transformations normales {\displaystyle m_{k}}, {\displaystyle k\in \mathbb {C} } par
{\displaystyle m_{k}:z\mapsto kz{\text{ si }}k\neq 1}
{\displaystyle m_{1}:z\mapsto z+1}
on s'aperçoit que chaque transformation de Möbius est conjuguée à une unique transformation normale {\displaystyle m_{k}}, avec
- {\displaystyle k=1} si {\displaystyle {\tilde {g}}} possède un point fixe,
- {\displaystyle |k|\neq 1} si {\displaystyle {\tilde {g}}} a deux points fixes et
- {\displaystyle |k|=1,k\neq 1} si {\displaystyle {\tilde {g}}} a une infinité de points fixes.

Enfin, la trace au carré d'un représentant {\displaystyle A\in {\rm {PSL}}_{2}(\mathbb {C} )} de {\displaystyle g} (qui est invariante par conjugaison et caractérise {\displaystyle m_{k}} modulo les conjugaisons) permet elle aussi de caractériser le nombre de points fixes de {\displaystyle {\tilde {g}}}. On définit alors les termes de transformation loxodromique, parabolique ou elliptique, ce qui est résumé dans le tableau suivant :
| Transformation | Points fixes de {\displaystyle {\tilde {g}}} | Trace au carré {\displaystyle \sigma }                        | Forme normale                                                                   | Représentant | Représentant                                           |
| -------------- | -------------------------------------------- | ------------------------------------------------------------- | ------------------------------------------------------------------------------- | --- | ------------------------------------------------------ |
| Parabolique    | {\displaystyle 1}                            | {\displaystyle \sigma =4}                                     | {\displaystyle m_{1}}                                                           | {\displaystyle {\begin{pmatrix}1&a\\0&1\end{pmatrix}}}                                                            | {\displaystyle z\mapsto z+a}                           |
| Loxodromique   | {\displaystyle 2}                            | {\displaystyle \sigma \in \mathbb {C} ,\sigma \not \in [0,4]} | {\displaystyle m_{k},\|k\|\neq 1} {\displaystyle k=\lambda ^{2},\lambda ^{-2}}  | {\displaystyle {\begin{pmatrix}\lambda &0\\0&\lambda ^{-1}\end{pmatrix}}}                                         | {\displaystyle z\mapsto kz}                            |
| Elliptique     | {\displaystyle \infty }                      | {\displaystyle 0\leq \sigma <4}                               | {\displaystyle m_{k},} {\displaystyle k={\rm {e}}^{\pm {\rm {i}}\theta }\neq 1} | {\displaystyle {\begin{pmatrix}{\rm {e}}^{{\rm {i}}\theta /2}&0\\0&{\rm {e}}^{-{\rm {i}}\theta /2}\end{pmatrix}}} | {\displaystyle z\mapsto {\rm {e}}^{{\rm {i}}\theta }z} |

On peut encore affiner cette classification dans le cas loxodromique : g sera hyperbolique si sa trace au carré est réelle, strictement loxodromique dans le cas contraire.

### Projection stéréographique
La projection stéréographique envoie le plan complexe sur la sphère de Riemann, sur laquelle on aperçoit plus aisément l'action des transformations de Möbius, comme en témoignent les représentations suivantes.
|                                     | Elliptique | Hyperbolique | Loxodromique |
| Un point fixe à l'infini            |            |              |              |
| Points fixes diamétralement opposés |            |              |              |
| Points fixes arbitraires            |            |              |              |

### Exemples
L'ensemble des cercles généralisés dans le plan complexe étendu forme une classe de congruence simple pour toute transformation de Möbius.